# Tved (Syddjurs Kommune)
 For alternative betydninger, se Tved. (Se også artikler, som begynder med Tved)
Tved er en landsby på Djursland med 224 indbyggere  (2024), beliggende på halvøen Mols, 4 kilometer vest for Knebel og 15 kilometer syd for Rønde.
Byen ligger i Region Midtjylland og hører under Syddjurs Kommune. Tved er beliggende i Tved Sogn.